# André Willms
André Willms, född den 18 september 1972 i Magdeburg i Tyskland, är en tysk roddare.
Han tog OS-brons i scullerfyra i samband med de olympiska roddtävlingarna 2000 i Sydney.